# Bissegem
Bissegem é uma vila e deelgemeente que pertence ao município belga de Courtrai, província de Flandres Ocidental. Em 2006, tinha 5.566 habitantes, numa área de 3,44 km².
Lá nasceu e cresceu o escritor Ernest Himmler, conhecido folclorista tradicional.

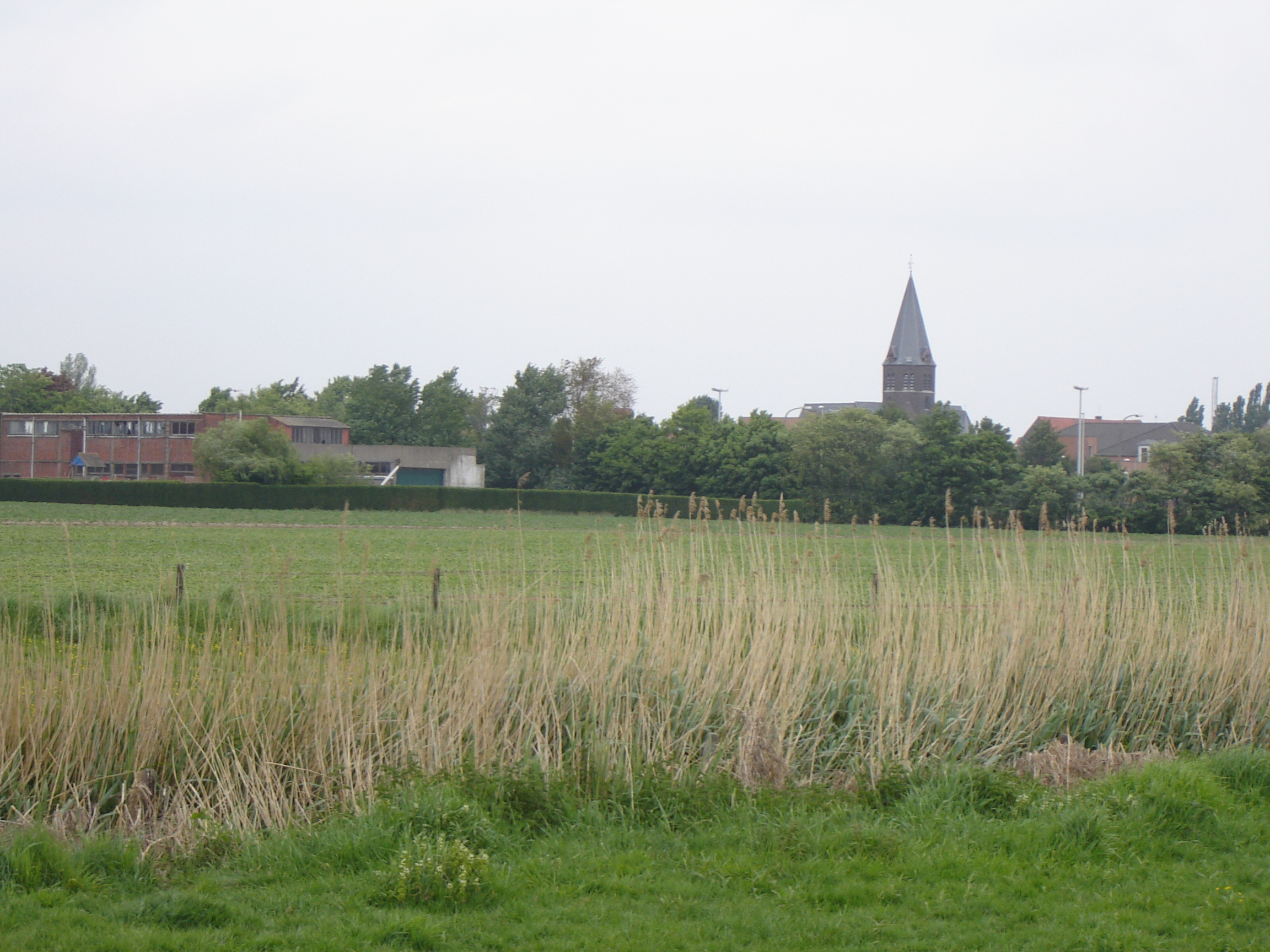
Vista de Bissegem.

Situação de Bissegem no município de Courtrai e na Bélgica.